# Savelli
Savelli é uma comuna italiana da região da Calábria, província de Crotone, com cerca de 1.585 habitantes. Estende-se por uma área de 48 km², tendo uma densidade populacional de 33 hab/km². Faz fronteira com Bocchigliero (CS), Campana (CS), Castelsilano, San Giovanni in Fiore (CS), Verzino.

## Demografia
| Variação demográfica do município entre 1861 e 2011                               |
|                                                                                   |
| Fonte: Istituto Nazionale di Statistica (ISTAT) - Elaboração gráfica da Wikipedia |